# Залусін
Залусін (пол. Załusin) — село в Польщі, у гміні Бедльно Кутновського повіту Лодзинського воєводства.
Населення — 174 особи (2011).
У 1975-1998 роках село належало до Плоцького воєводства.

## Демографія
Демографічна структура станом на 31 березня 2011 року:
|          | Загалом | Допрацездатний вік | Працездатний вік | Постпрацездатний вік |
| -------- | ------- | ------------------ | ---------------- | -------------------- |
| Чоловіки | 86      | 14                 | 61               | 11                   |
| Жінки    | 88      | 14                 | 46               | 28                   |
| Разом    | 174     | 28                 | 107              | 39                   |